# Pilade
Pilade (in greco antico: Πυλάδης?, Pyládes) è un personaggio della mitologia greca.

## Mitologia

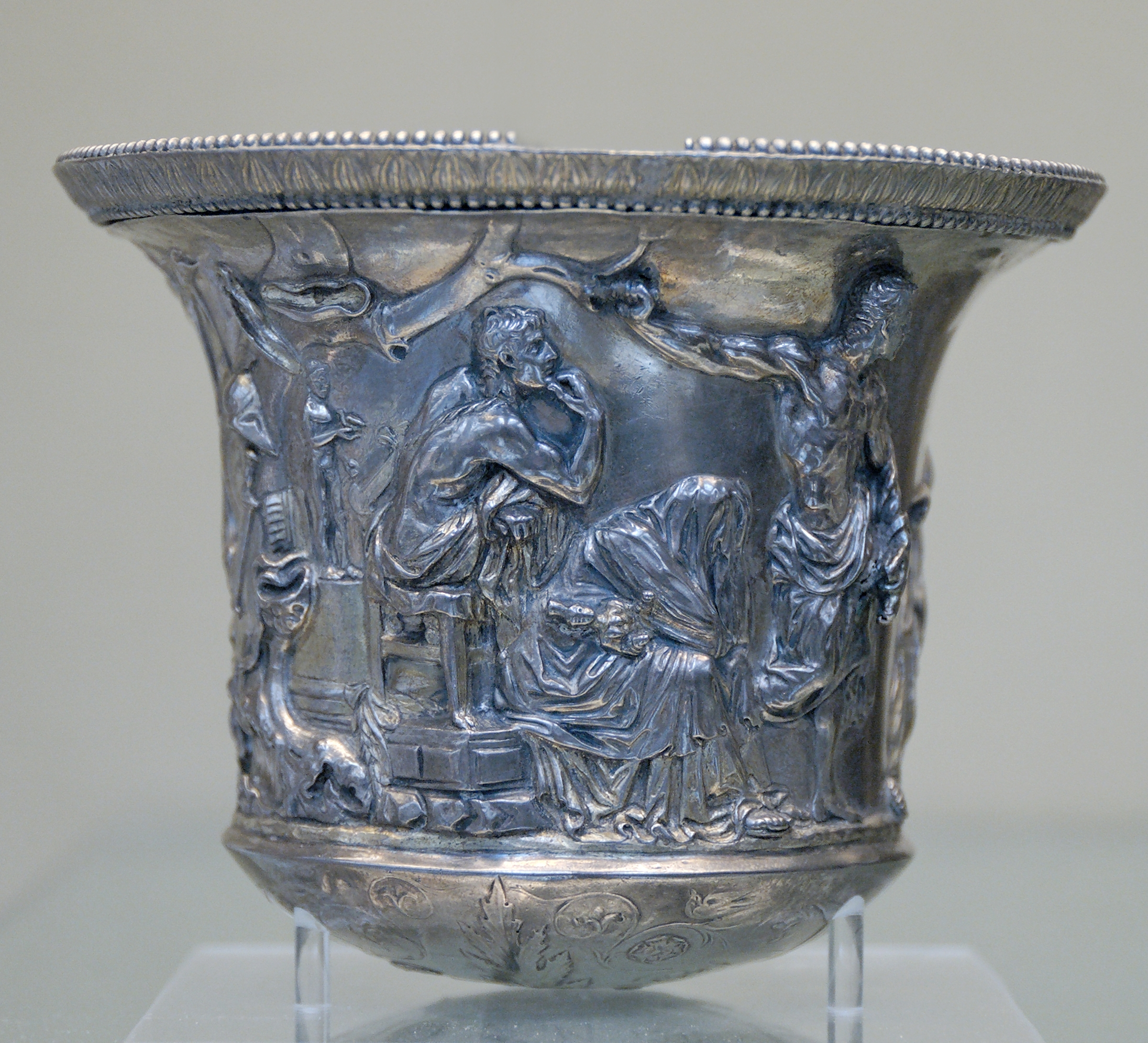
Oreste, Elettra e Pilade. Coppa in argento del 20 a.C. circa, forse proveniente dall'Asia Minore, oggi al British Museum.

Il padre, Strofio, era Re della Fòcide e la madre, Anassibia, era figlia di Atreo e sorella di Agamennone e Menelao.
Pilade crebbe con il cugino Oreste, con cui era legato da un'amicizia profonda. Lo affiancò infatti nella vendetta su Clitennestra ed Egisto per l'uccisione di Agamennone e lo accompagnò nelle successive peregrinazioni in Tauride dalle quali riportarono a casa Ifigenia.
Sposò la cugina Elettra, sorella di Oreste.